# 山田佐一
山田 佐一（やまだ さいち、1886年（明治19年）7月2日 - 1960年（昭和35年）4月2日）は、日本の実業家、政治家。衆議院議員（2期）、参議院議員（1期）。

## 来歴
愛知県知多郡乙川村（亀崎町を経て現半田市）で、山田保造の三男として生まれる。高等小学校を卒業し、1913年（大正2年）に分家した。
木綿織布業を営み、知多商工会議所副会頭、知多白木綿同業組合長、愛知県織物同業組合連合会長、日本織物中央会副会頭、日本輸出綿織物同業組合連合会代表、日本白巾白生地工業組合連合会長、山田商店代表社員、山田紡織会長、山田織布取締役などを務めた。
政界では、亀崎町会議員、知多郡会議員、同参事会員、愛知県会議員、同参事会員、半田市会議員、同議長などを歴任した。
1932年（昭和7年）2月、第18回衆議院議員総選挙に愛知県第二区から立憲政友会所属で出馬して当選。次の第19回総選挙でも当選し、衆議院議員に連続2期在任した。戦後、1947年（昭和22年）4月、第1回参議院議員通常選挙に愛知県地方区から日本自由党所属で出馬して当選し、参議院議員を1期務めた。この間、第3次吉田内閣賠償政務次官、参議院郵政委員長、同予算委員長、同議院運営委員長、自由党総務などを務めた。
1957年（昭和32年）9月、半田市立乙川中学校建設基金として15万余円寄付により1958年（昭和33年）1月30日、紺綬褒章受章。
1960年（昭和35年）4月2日死去、73歳。死没日をもって勲三等旭日中綬章（勲四等からの昇叙）追贈、従四位に叙される。